# سیارک ۹۰۷۰۹
سیارک ۹۰۷۰۹ (به انگلیسی: 90709 Wettin، نامگذاری:1990TX3) نود هزار و هفتصد و نهمین سیارک کشف شده‌است که در ۱۲ اکتبر ۱۹۹۰ کشف شد.